# Kinga Flaga-Gieruszyńska
Kinga Luiza Flaga-Gieruszyńska (ur. 23 maja 1973) – polska prawniczka, doktor habilitowany nauk prawnych. Profesor nadzwyczajny Katedry Postępowania Cywilnego na Wydziale Prawa i Administracji Uniwersytetu Szczecińskiego, prorektor Uniwersytetu Szczecińskiego.

## Życiorys
W 1997 ukończyła studia w zakresie prawa na Uniwersytecie Szczecińskim. 4 października 2001 uzyskała tamże doktorat dzięki pracy pt. Cywilnoprocesowy charakter postępowania odrębnego w sprawach gospodarczych (promotor – Andrzej Antoni Zieliński). 2 marca 2012 habilitowała się na podstawie oceny dorobku naukowego i pracy zatytułowanej Zastój procesu cywilnego. Pełni funkcję adiunkta Katedry Medycyny Społecznej na Wydziale Nauk o Zdrowiu Pomorskiego Uniwersytetu Medycznego w Szczecinie oraz profesora nadzwyczajnego Katedry Postępowania Cywilnego na Wydziale Prawa i Administracji Uniwersytetu Szczecińskiego. Prorektor USz ds. organizacji w kadencji 2020–2024.
Jest recenzentem 15 prac doktorskich.